# Remigian Skarbek Kiełczewski (zm. 1653)
Remigian Skarbek Kiełczewski herbu Abdank (zm. w 1653 roku) – podstarości lubelski w 1643 roku, podsędek ziemski lubelski w latach 1647–1653, skarbnik lubelski w latach 1637–1638, marszałek sejmików województwa lubelskiego w 1643, 1644, 1645 i 1649 roku.